# بروتوكول وقت الشبكة
بروتوكول وقت الشبكة أو بروتوكول وقت الشبكة (بالإنجليزية: Network Time Protocol NTP)‏ هو بروتوكول يقوم بتوزيع التوقيت العالمي المنسق عن طريق مزامنة ساعات الحواسب الآلية المرتبطة معا بشبكة واحدة. يستخدم بروتوكول وقت الشبكة المنفذ رقم 123 من بروتوكول وحدة بيانات المستخدم (بالإنجليزية: UDP)‏.
يعد بروتوكول وقت الشبكة واحدًا من أقدم بروتوكولات الإنترنت التي لا زالت تستخدم حتى الآن (منذ ما قبل عام 1985). وقد قام بتصميمه ديفيد ميلز (بالإنجليزية: David Mills)‏ من جامعة ديلاوير، والتي لا تزال تقوم بصيانته بالتعاون مع فريق من المتطوعين.
لا يرتبط بروتوكول وقت الشبكة ببروتوكول DAYTIME (المذكور في مقالة RFC 867) ولا ببروتوكول TIME (المذكور بالمقالة RFC 868)، وهما بروتوكولان أبسط بكثير من بروتوكول وقت الشبكة.

## وصلات خارجية
- مجموعة إنترنت ملقمات الإنترنت
- نتب خادم اختبار أداة على الانترنت